# Ida B. Wells
Ida Bell Wells-Barnett (født 16. juli 1862 i Holly Springs, Mississippi, død 25. marts 1931) bedre kendt som Ida B. Wells, var en afroamerikansk journalist og en tidlig leder af borgerrettighedsbevægelsen i USA. Hun dokumenterade lynchninger i USA, turnerede internationalt som forelæser, var en af grundlæggerne af National Association for the Advancement of Colored People i 1909, og engagerede sig i kampen for kvindelig stemmeret.
Wells skrev selv om sit liv i Crusade for Justice: The Autobiography of Ida B. Wells.

## Opvækst og tidlige liv
Wells blev født som slave I Mississippi nogle måneder inden, at Abraham Lincoln udstedte emancipationsproklamationen. Hendes forældre James Wells og Elizabeth "Lizzie" (Warrenton) Wells, var begge slaver hos arkitekten Spires Bolling. Wells var det ældste af 8 børn. James Wells var en dygtig snedker, som var politisk interesseret og engageret i racespørgsmål.
I 1878, da hun var 16 år, døde begge forældre og en yngre broder pludseligt af gul feber. Wells begyndte derefter at arbejde som lærer for at forsørge sine søskende og beskytte dem imod at blive sendt til et børnehjem.

## Journalistik og aktivisme
Som 21-årig blev Wells smidt ud fra 1. klasse på et tog på grund af sin hudfarve til trods for, at hun gjorde modstand og endda bed konduktøren. Wells stævnede jernbaneselskabet og vandt i første instans. Dommen blev senere ophævet, men en artikel, som Wells skrev om hændelsen, hjalp til at starte hendes karriere som journalist.
I marts 1892 blev Wells' ven Thomas Moss lynchet sammen med to andre. Wells skrev om mordene i avisen Free Speech and Headlight, og opfordrede byens afroamerikanere til at forlade Memphis. Mere end 6.000 personer forlod byen, mens andre organiserede boykotter af virksomheder, som var ejede af hvide.
En udbredt påstand i datiden var, at sorte mænd blev lynchet eftersom de havde begået seksuelle overgreb eller angrebet hvide kvinder. Efter mordet på Moss begyndte Wells at udforske og dokumentere lynchninger og deres årsager. Gennem dybdegravende journalistik fandt hun, at lynchningerne ikke handlede om at beskytte kvinder mod overgreb. Almindelige årsager til mordene var i stedet offentlig berusning, ubetalt gæld, at de ikke adlød hvide, eller at de konkurrerede med hvide økonomisk.
Wells var ikke den første, som imødegik voldtægtsmyten, men hun er blevet benævnt den stærkeste og stædigste stemme i spørgsmålet.
Først 1893 og senere 1894 turnerede Wells i Europa og holdt foredrag om lynchninger i USA.
I 1895 giftede Wells sig med Ferdinand L. Barnett, en advokat og avisudgiver i Chicago. Hun beholdt sit eget navn, men tilføjede Barnetts navn efter sit eget - en i samtiden usædvanlig beslutning. Parret havde et lykkeligt ægteskab og delte en interesse for progressiv, radikal politik.